# De Profundis (Vader)
De Profundis è il secondo album della band death metal Vader, pubblicato nel 1995.

## Tracce
1. Silent Empire – 4:03
2. An Act of Darkness – 1:56
3. Blood of Kingu – 4:39
4. Incarnation – 3:08
5. Sothis – 3:43
6. Revolt – 3:36
7. Of Moon, Blood, Dream and Me – 3:52
8. Vision and the Voice – 3:29
9. Reborn in Flames – 5:41